# Buxerolles (Côte-d'Or)
Pour les articles homonymes, voir Buxerolles.
Buxerolles est une commune française située dans le canton de Châtillon-sur-Seine du département de la Côte-d'Or, en région Bourgogne-Franche-Comté.

## Géographie

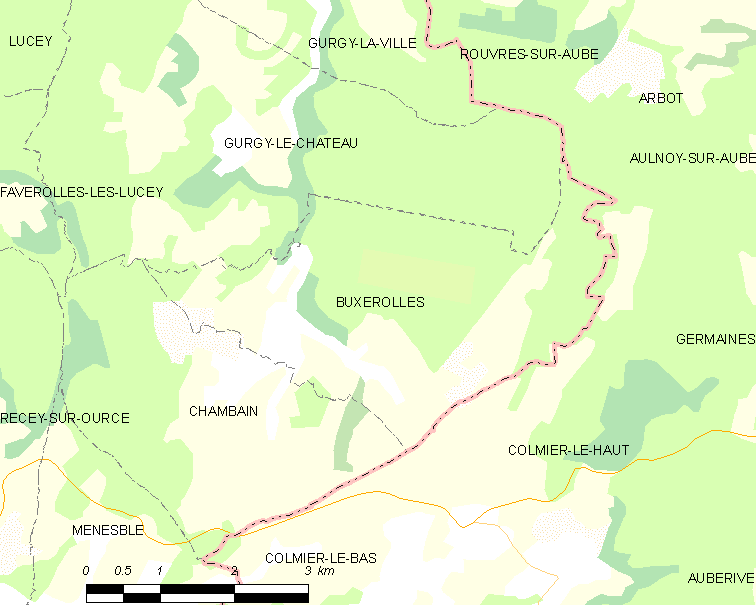

La commune de Buxerolles présente une superficie de 12 km2 à une altitude comprise entre 324 et 444 mètres.

### Hydrographie
L'Aubette, le ruisseau Longereau, le ruisseau de la Beze sont les principaux cours d'eau parcourant la commune.

### Climat
Pour des articles plus généraux, voir Climat de la Bourgogne-Franche-Comté et Climat de la Côte-d'Or.
En 2010, le climat de la commune est de type climat des marges montargnardes, selon une étude du Centre national de la recherche scientifique s'appuyant sur une série de données couvrant la période 1971-2000. En 2020, Météo-France publie une typologie des climats de la France métropolitaine dans laquelle la commune est exposée à un climat océanique altéré et est dans la région climatique  Lorraine, plateau de Langres, Morvan, caractérisée par un hiver rude (1,5 °C), des vents modérés et des brouillards fréquents en automne et hiver. 
Pour la période 1971-2000, la température annuelle moyenne est de 9,8 °C, avec une amplitude thermique annuelle de 16,3 °C. Le cumul annuel moyen de précipitations est de 1 015 mm, avec 13,9 jours de précipitations en janvier et 9,1 jours en juillet. Pour la période 1991-2020, la température moyenne annuelle observée sur la station météorologique de Météo-France la plus proche, « Bure Les Templiers_sapc », sur la commune de Bure-les-Templiers à 8 km à vol d'oiseau, est de 10,7 °C et le cumul annuel moyen de précipitations est de 898,2 mm,. Pour l'avenir, les paramètres climatiques de la commune estimés pour 2050 selon différents scénarios d'émission de gaz à effet de serre sont consultables sur un site dédié publié par Météo-France en novembre 2022.

## Urbanisme

### Typologie
Au 1er janvier 2024, Buxerolles est catégorisée commune rurale à habitat très dispersé, selon la nouvelle grille communale de densité à 7 niveaux définie par l'Insee en 2022.
Elle est située hors unité urbaine. Par ailleurs la commune fait partie de l'aire d'attraction de Châtillon-sur-Seine, dont elle est une commune de la couronne,. Cette aire, qui regroupe 60 communes, est catégorisée dans les aires de moins de 50 000 habitants,.

### Occupation des sols
L'occupation des sols de la commune, telle qu'elle ressort de la base de données européenne d’occupation biophysique des sols Corine Land Cover (CLC), est marquée par l'importance des forêts et milieux semi-naturels (57,8 % en 2018), une proportion identique à celle de 1990 (57,8 %). La répartition détaillée en 2018 est la suivante : forêts (47 %), terres arables (31 %), milieux à végétation arbustive et/ou herbacée (10,8 %), prairies (6,4 %), zones agricoles hétérogènes (4,8 %). L'évolution de l’occupation des sols de la commune et de ses infrastructures peut être observée sur les différentes représentations cartographiques du territoire : la carte de Cassini (XVIIIe siècle), la carte d'état-major (1820-1866) et les cartes ou photos aériennes de l'IGN pour la période actuelle (1950 à aujourd'hui).

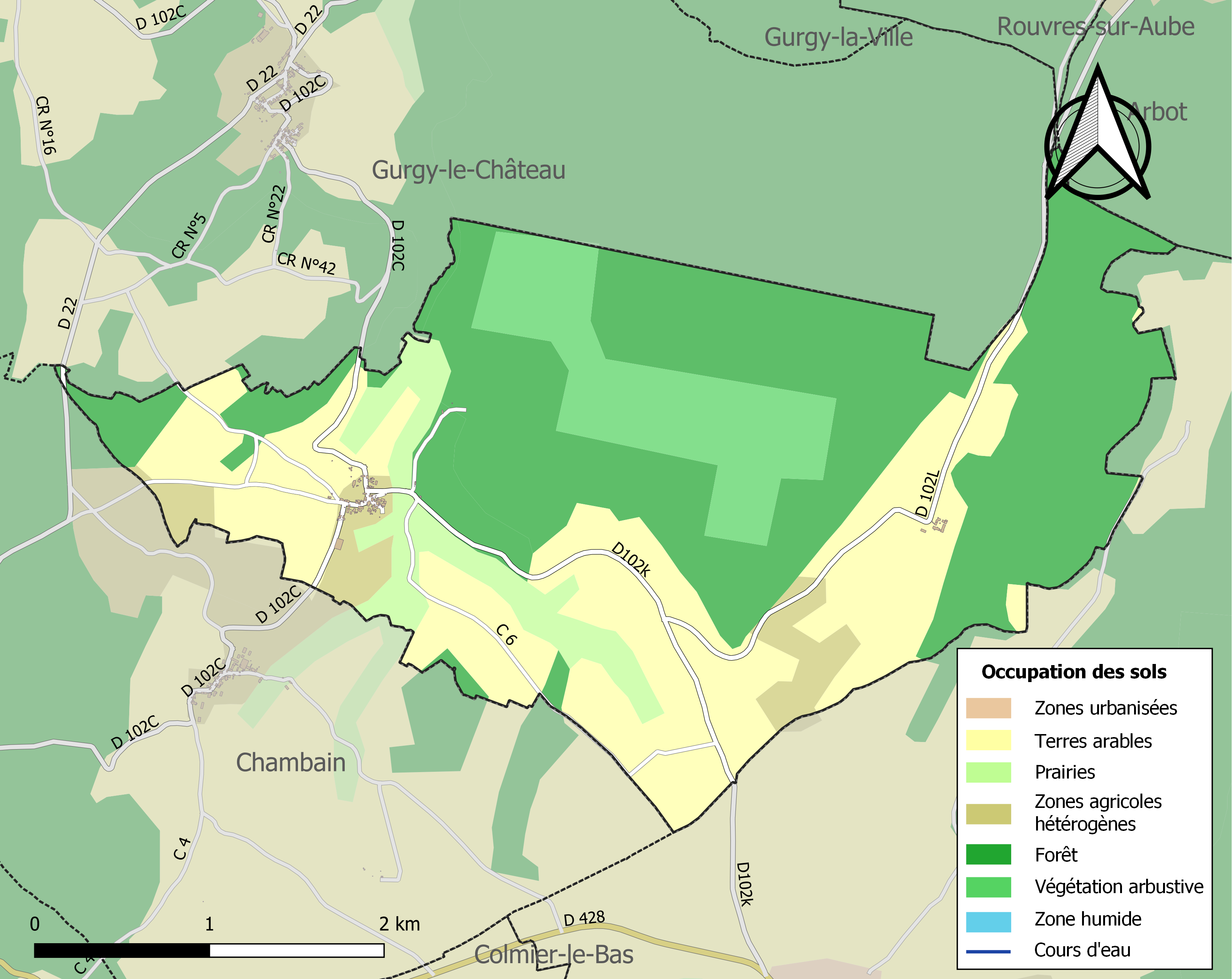
Carte des infrastructures et de l'occupation des sols de la commune en 2018 (CLC).

## Histoire

### Antiquité
Les vestiges d'une importante villa gallo-romaine sont identifiés dès le XIXe siècle près de l'église actuelle.

### Moyen Âge
Depuis, des terrassements effectués successivement en 1910, 1937 et 1964 à la Pointe de Til ont mis au jour des sarcophages mérovingiens contenant armes et bijoux.
Le village passe ensuite au comté de Champagne, bailliage de Langres.

## Politique et administration

### Liste des maires
| Période   | Période        | Identité        | Étiquette | Qualité |
| --------- | -------------- | --------------- | --------- | ------- |
| mars 2001 | 2006           | Pascal Espinosa |           |         |
| 2006      | réélue en 2008 | Jeanne Colombet |           |         |

### Politique de développement durable
La commune a engagé une politique de développement durable en lançant une démarche d'Agenda 21 en 2009.

## Démographie
L'évolution du nombre d'habitants est connue à travers les recensements de la population effectués dans la commune depuis 1793. Pour les communes de moins de 10 000 habitants, une enquête de recensement portant sur toute la population est réalisée tous les cinq ans, les populations de référence des années intermédiaires étant quant à elles estimées par interpolation ou extrapolation. Pour la commune, le premier recensement exhaustif entrant dans le cadre du nouveau dispositif a été réalisé en 2007.

En 2022, la commune comptait 34 habitants, en évolution de +17,24 % par rapport à 2016 (Côte-d'Or : +0,82 %, France hors Mayotte : +2,11 %).
| 1793 | 1800 | 1806 | 1821 | 1831 | 1836 | 1841 | 1846 | 1851 |
| ---- | ---- | ---- | ---- | ---- | ---- | ---- | ---- | ---- |
| 134  | 156  | 192  | 194  | 273  | 250  | 227  | 235  | 240  |

| 1856 | 1861 | 1866 | 1872 | 1876 | 1881 | 1886 | 1891 | 1896 |
| ---- | ---- | ---- | ---- | ---- | ---- | ---- | ---- | ---- |
| 218  | 230  | 207  | 173  | 184  | 172  | 149  | 143  | 126  |

| 1901 | 1906 | 1911 | 1921 | 1926 | 1931 | 1936 | 1946 | 1954 |
| ---- | ---- | ---- | ---- | ---- | ---- | ---- | ---- | ---- |
| 127  | 114  | 120  | 106  | 94   | 96   | 85   | 82   | 83   |

| 1962 | 1968 | 1975 | 1982 | 1990 | 1999 | 2006 | 2007 | 2012 |
| ---- | ---- | ---- | ---- | ---- | ---- | ---- | ---- | ---- |
| 78   | 57   | 32   | 34   | 39   | 37   | 27   | 25   | 24   |

| 2017 | 2022 | - | - | - | - | - | - | - |
| ---- | ---- | - | - | - | - | - | - | - |
| 31   | 34   | - | - | - | - | - | - | - |

## Culture locale et patrimoine

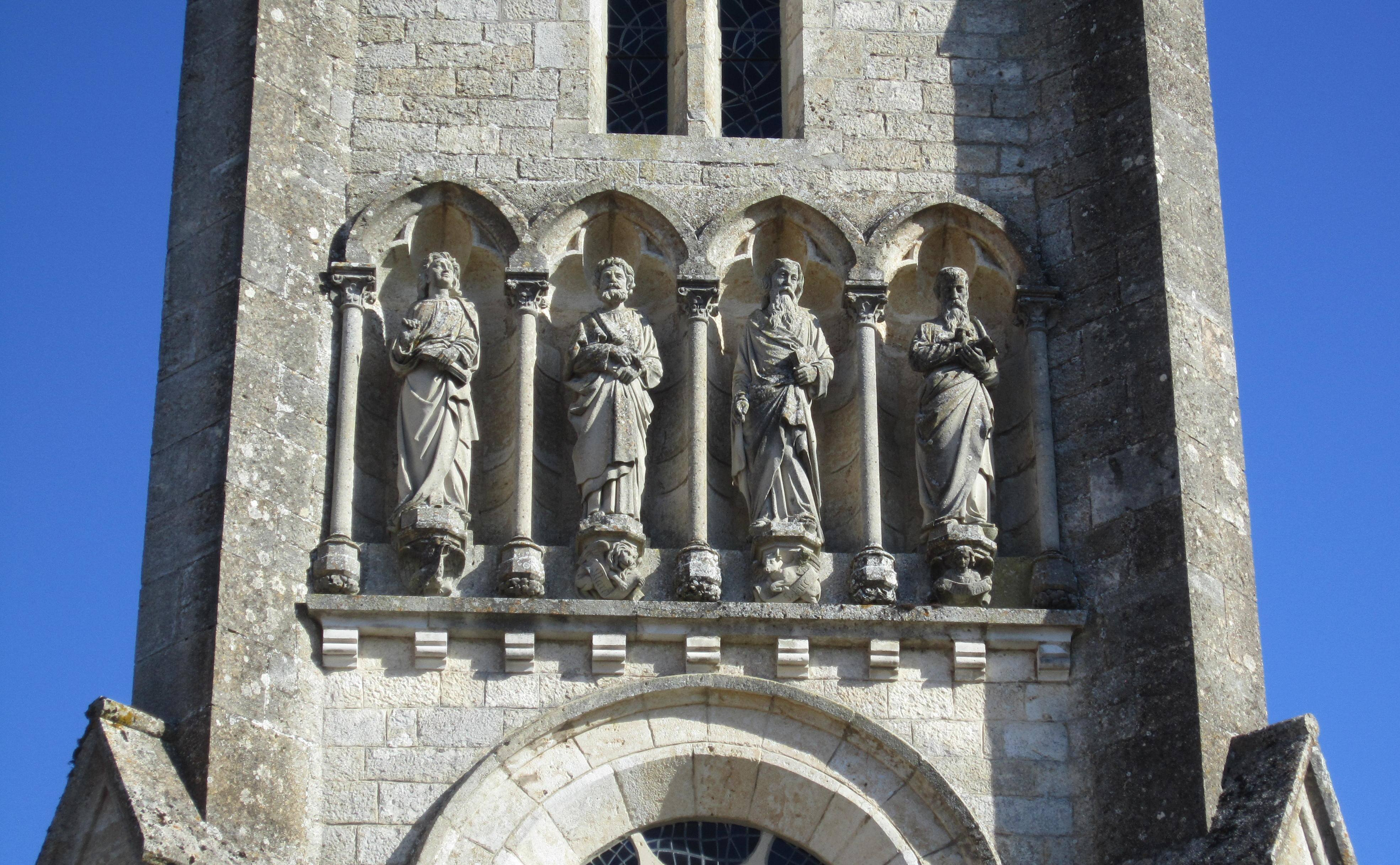
Détail de la tour du clocher.

### Lieux et monuments
- L'église Saint-Maurice[18], fondation de l'abbaye Saint-Étienne de Dijon au XIIe siècle, revient à l'évêché de Langres au XVIIIe siècle.